# 소녀작가 입문기
《소녀작가 입문기》는 2023년 7월20일에 개봉 예정인 대한민국의 영화이다.

## 줄거리
엄마 대신 성인 소설을 쓰게 된 중학생 소녀의 성장기를 코믹하게 그려낸 영화

## 캐스팅
- 주아름 :   강지아 역
- 김영민 :      형규 역
- 채민서 :      숙현 역
- 이동하 :   윤리샘 역
- 이준혁 : 새댁남편 역
- 허성태 : 29금출판사 사장 역